# ATI Wonder
ATI Wonder是ATI公司為大型個人電腦製造商（如IBM等）製造的顯示晶片。它是ATI的第一代產品。

## EGA Wonder系列
EGA Wonder於1987年推出，效能較IBM同期的顯示晶片要好。顯示卡的主晶片非自行設計，而是採用CHIPS P86C435，其時鐘晶片才是ATI設計的ATI 16800。使用8位ISA插槽，配備256KB顯存。

## VGA Wonder系列
ATI於1988年推出VGA Wonder-16顯示卡，使用ATI 18800主晶片和ATI 18830-2時鐘晶片，使用16位ISA插槽，配備512KB至1MB顯存。系列中效能最高的是VGA Wonder XL24，使用ATI 28800-6主晶片及1MB DRAM顯存。

## 產品列表

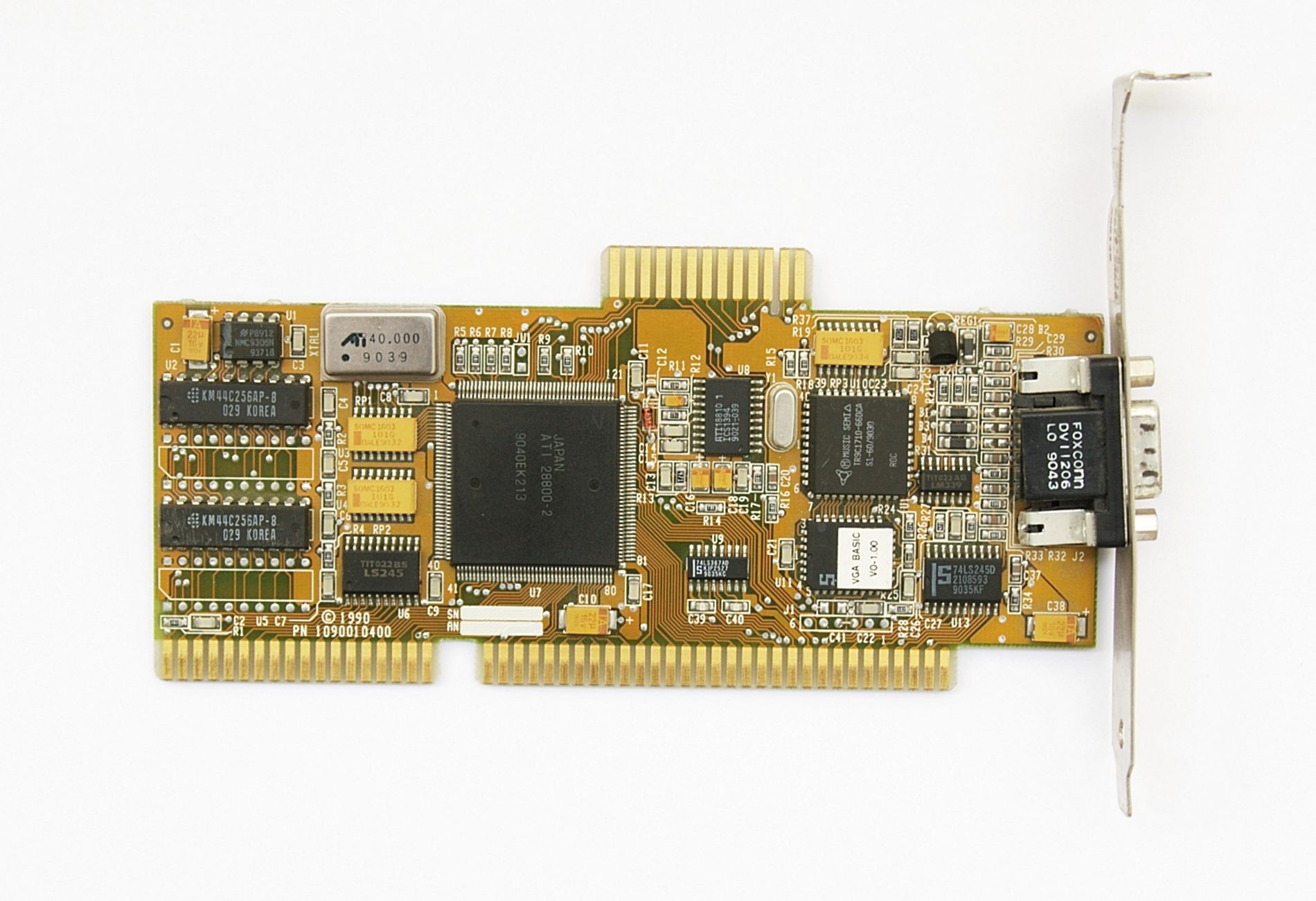
ATI VGA Wonder+

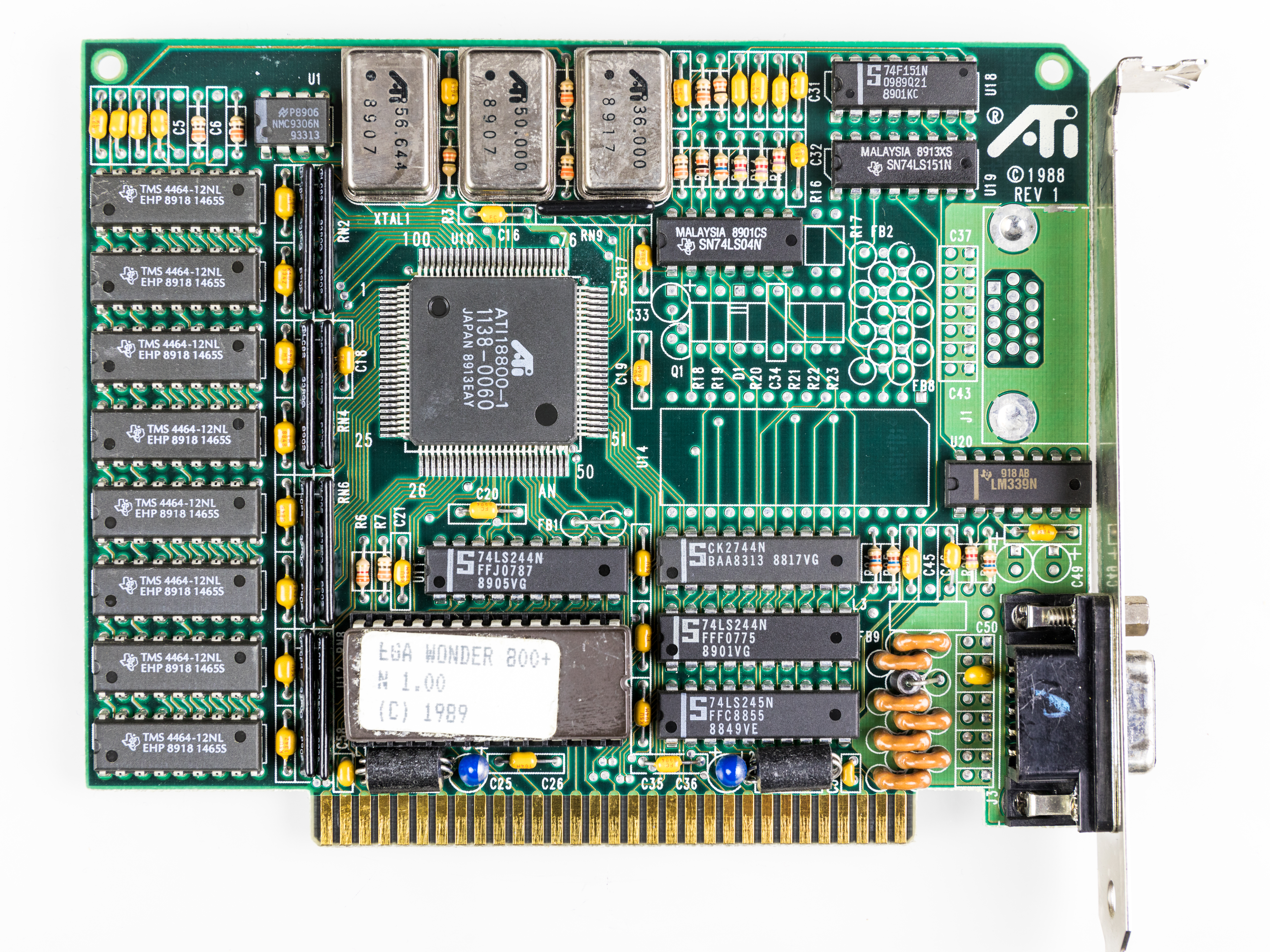
ATI EGA Wonder 800+

- EGA Wonder 800（CHIPS P86C435）
- EGA Wonder 800+
- VGA Wonder V3（ATI 18800）
- VGA Wonder V4（ATI 18800-1）
- VGA Wonder V5（ATI 18800-1）
- VGA Wonder+（ATI 28800-2）
- VGA Wonder XL（ATI 28800-4）
- VGA Wonder XL（ATI 28800-5）
- VGA Wonder XL24（ATI 28800-6）